# Marcelo Ruggero
 Marcelo Ruggero  fue un reconocido actor que nació en Argentina en 1886 y falleció en 1965 tras una larga trayectoria en el teatro y el cine, donde trabajó con grandes directores como Carlos Hugo Christensen, Manuel Romero y Armando Bó, entre otros.

## Trayectoria profesional
Debutó en el escenario en 1911 en la compañía teatral Luis Vittone-Segundo Pomar en el Teatro Nacional, integrando a partir de allí distintos elencos con un estilo personal caracterizado por su marcada expresividad. Trabajó en el sainete Cuando un pobre se divierte (1921) de Alberto Vacarezza. Estuvo al frente de la compañía de revistas dirigida por Manuel Romero en el Teatro Porteño, y este director lo llevó luego al cine sonoro. Formaba parte del elenco original del Teatro Cómico de Buenos Aires e integró las compañías José Podestá- Luis Vittone y Alippi-Ruggero-Otal (1930), Compañía Argentina de Grandes Espectáculos, entre otras. Creó junto a León Zárate su propia compañía teatral Ruggero-Zárate y más tarde la "Compañía Nacional Marcelo Ruggero", con obras como Aquella cantina de la ribera, El tango en París, Pigmalión, De mí no se ríe nadie y El timbero, donde cantó Ernesto Famá, entre muchas otras. También conformó la Compañía de Sainetes junto a Félix Mutarelli
Ruggero trabajó en la película sin sonido Resaca (1916) que, dirigida por Atilio Lipizzi tuvo gran éxito, y debutó  en el sonoro en 1935 en La barra mendocina -primera película dirigida por Mario Soffici- y en Monte criollo en la que, dirigido por Arturo S. Mom tiene a su cargo, con mucha mímica, algunas escenas de humor del filme; posteriormente fue el mayordomo en la serie de Niní Marshall-Enrique Serrano y su última aparición en la pantalla grande fue en Adiós muchachos en 1955.

## Filmografía
Actor
- Adiós muchachos    (1955)
- Los millones de Semillita    (1950)
- Imitaciones peligrosas    (1949)
- Otra cosa es con guitarra    (1949)
- Don Bildigerno en Pago Milagro    (1948)
- Una atrevida aventurita    (1948)
- Secuestro sensacional    (1942) …Italiano
- Persona honrada se necesita    (1941)
- Casamiento en Buenos Aires    (1940) .... Sebastián
- Los muchachos se divierten    (1940)
- Gente bien    (1939)
- Divorcio en Montevideo    (1939) …Sebastián el mayordomo
- La modelo y la estrella    (1939) .... Nicola
- La rubia del camino    (1938) .... Batista
- Nobleza gaucha    (1937)
- La vuelta de Rocha     (1937)
- Fuera de la ley     (1937) .... Chichilo el chacarero
- Pibelandia     (1935)
- La barra mendocina     (1935)
- Monte criollo …Cañita     (1935)
- Resaca  (1916)

## Teatro
Actor
- Cuando un pobre se divierte
- Tu cuna fue un conventillo (1920) ... El carpintero
- No arrugue que no hay quien planche (1925)
- Pasen a ver el fenómeno (1925) de Ivo Pelay y Manuel Romero. Con María Turgenova, Ida Delmas, José Ramírez, Miguel Gómez Bao y León Zárate.
- Facha Tosta (1927) ... Padre Salvatore
- Una estrella entre las nubes (1945), en el Teatro Comedia, junto con Alberto Castillo, Oscar Valicelli, Rodolfo Díaz Soler, Perla Mary, Josefina Ríos, Gogó Andreu, Nelly Prince, Chela Ríos, Aída Zárate, Ramón Garay y Arturo Arcan.
- ¡Qué quiere la Rasimi!, junto a Herminia Mancini, Carmen Lamas, Pepe Arias y Gómez Bao. Estrenada en el Teatro Porteño.
- La historia del tango, junto ccon Elsa O'Connor, Mario Danesi, Sara Ruassan, Myrna Mores y Carlos Enríquez.
- Un marqués de contrabando (1941). Con la "Compañía Porteña de Revistas" formada por Ruggero, Alí Salem de Baraja, Trini Moren, Laura Hernández, Jaime Font Saravia, Antonio Provitilo, entre otros.
- El procurador Galinian
- La historia del El
- El rincón de los caranchos
- Acquaforte